# Svätuše
Svätuše (em húngaro: Bodrogszentes) é um município da Eslováquia, situado no distrito de Trebišov, na região de Košice. Tem 10,16 km² de área e sua população em 2018 foi estimada em 793 habitantes.

## Demografia
| Ano:        | 1994 | 2004   | 2014   | 2024   |
| ----------- | ---- | ------ | ------ | ------ |
| Broj ljudi: | 907  | 901    | 828    | 810    |
| Razlika:    |      | -0,66% | -8,10% | -2,17% |

| Ano:               | 2023 | 2024   |
| ------------------ | ---- | ------ |
| Número de pessoas: | 799  | 810    |
| Diferença:         |      | +1,37% |